# 吊罗薯蓣
吊罗薯蓣（学名：Dioscorea poilanei）为薯蓣科薯蓣属的植物。分布于中南半岛以及中国大陆的海南省等地，生长于海拔200米的地区，多生于山沟灌丛中或林边，目前尚未由人工引种栽培。

## 别名
疏花薯蓣（海南植物志）